# Felix Meritis

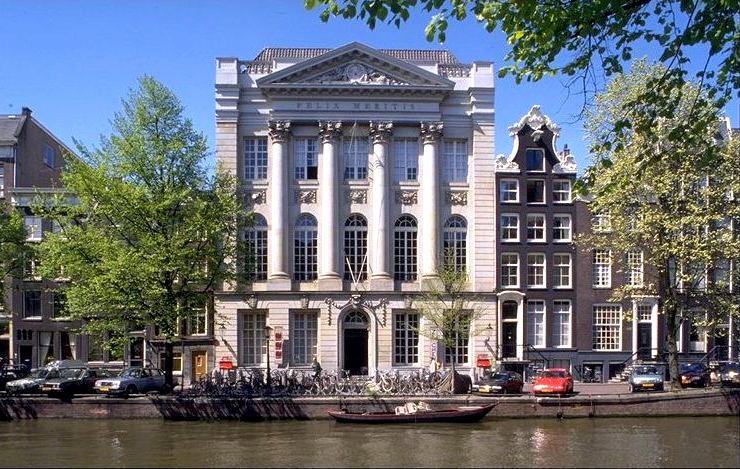
Felix Meritis in Amsterdam an der Keizersgracht.

Felix Meritis (dt. „glücklich durch Verdienste“) ist ein Gebäude in Amsterdam, das der niederländische Architekt Jacob Otten Husly (1738–1796) im Louis-seize-Stil erbaut hat. Das Gebäude liegt an der Keizersgracht und zählt heute als Rijksmonument als „23. Fenster“ des Canon van Amsterdam (→Geschichte Amsterdams).

## Geschichte

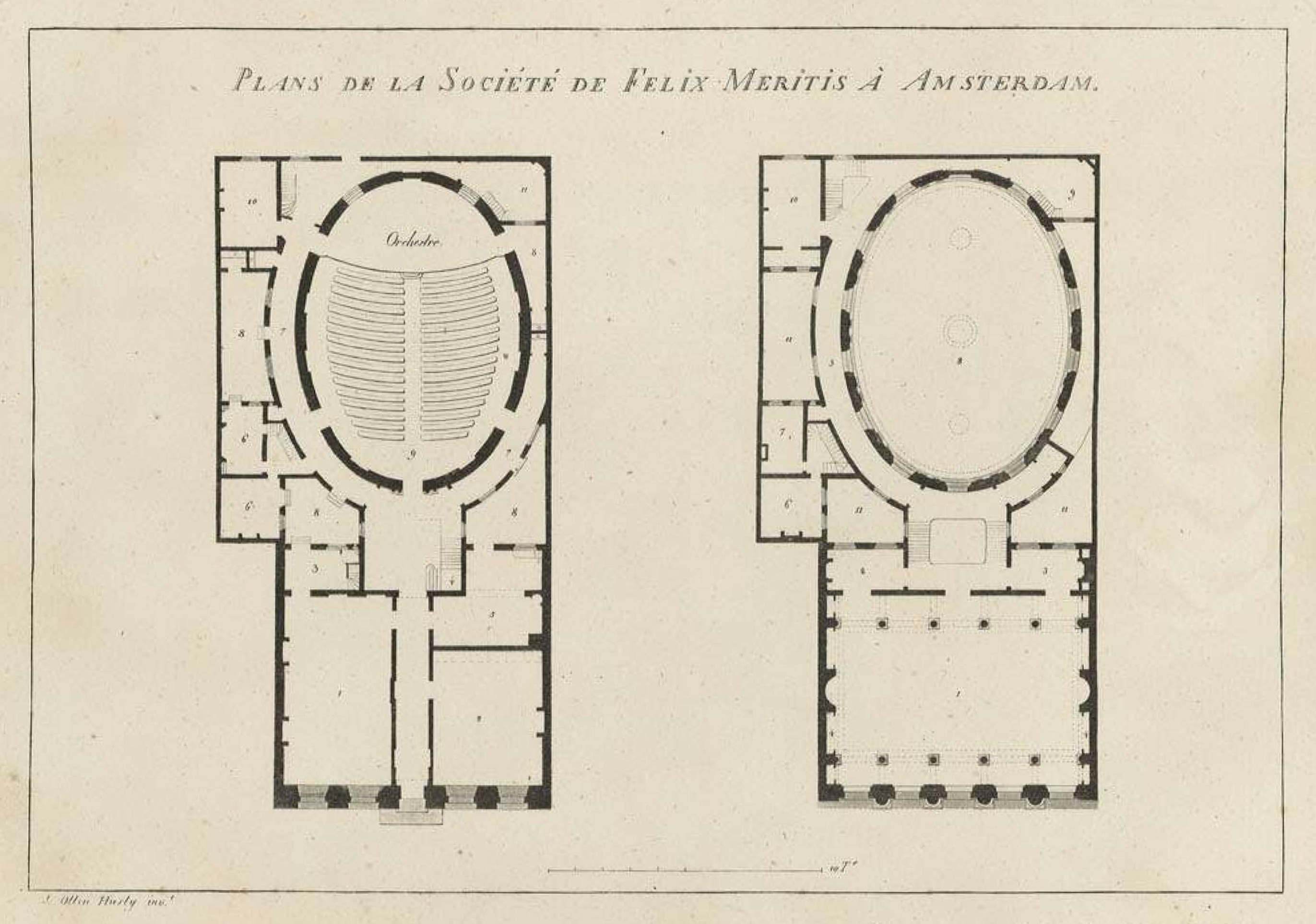
Grundriss von Pierre-Jacques Goetghebuer (1827)

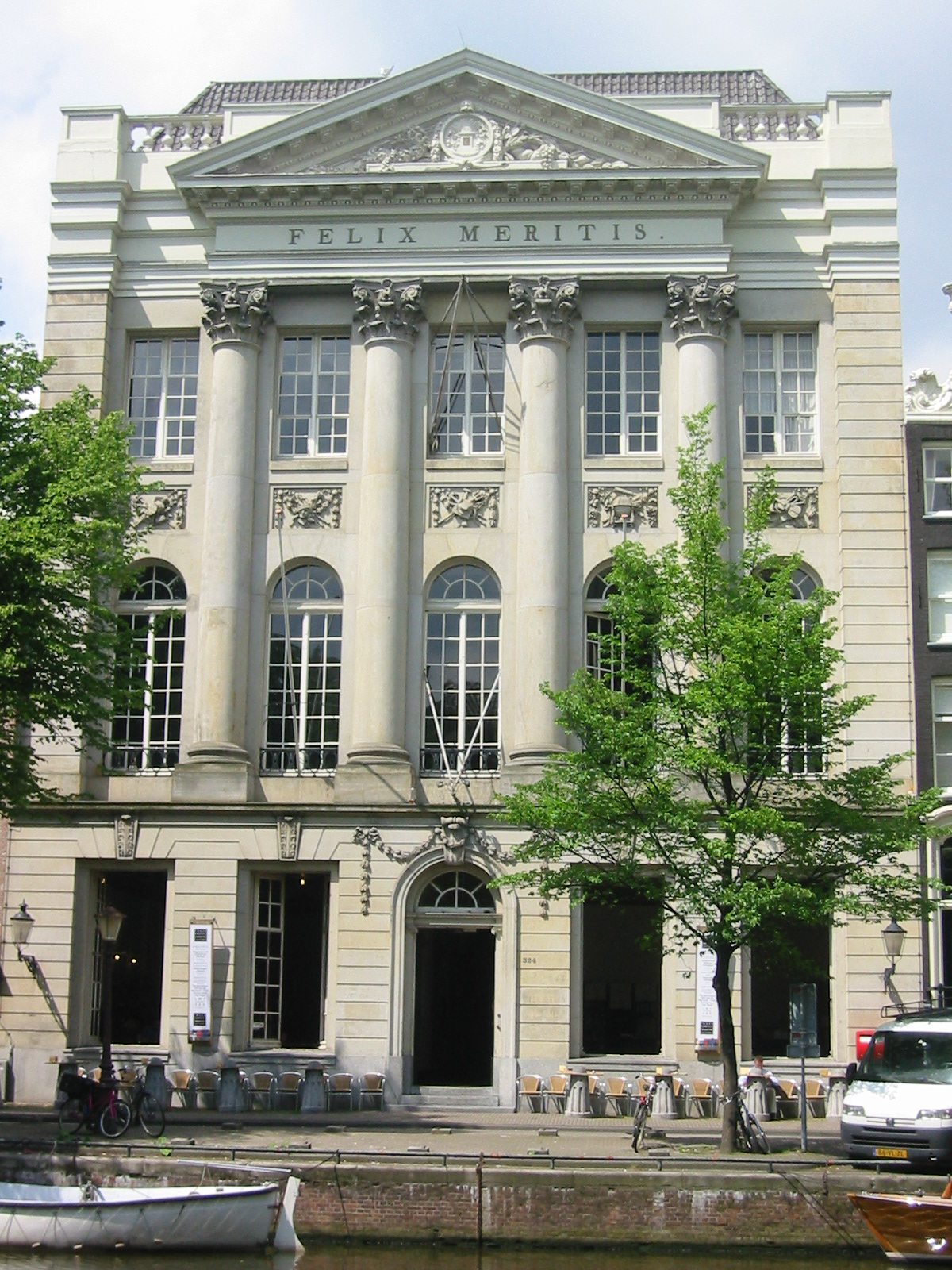
Giebelfront

1777 gründete sich in Amsterdam, ganz im Sinne der Aufklärung, eine philanthropische Gesellschaft gleichen Namens. Am 31. Oktober 1788 öffnete das Haus wie auch die gleichnamige Gesellschaft zum ersten Mal ihre Türen für die Öffentlichkeit. Haus und Gesellschaft fanden sehr schnell ihren Platz in der niederländischen Gesellschaft. Im 19. Jahrhundert galt der Konzertsaal des Felix Meritis als wichtigster Konzertsaal der Stadt. Clara und Robert Schumann und Camille Saint-Saëns gastierten hier; ebenso waren Johannes Brahms, Julius Röntgen u. a. hier zu hören. Der Musiksaal wurde auch für naturwissenschaftliche Experimente genutzt. In einem Hörsaal wurden literaturwissenschaftliche Vorträge gehalten und auf dem Dach ein astronomisches Observatorium eingerichtet. Auf diese Weise entwickelte Felix Meritis sich im 19. Jahrhundert zu einem Zentrum von Kultur, Wissenschaft und Technik.
1888 wurde die Gesellschaft Felix Meritis in ihrer ursprünglichen Form aufgelöst und das Gebäude wurde vom Verlag Holdert & Co (De Telegraaf, De Courant u. a.) übernommen. Als 1932 große Teile des Gebäudes einem Brand zum Opfer fielen, blieb es bei notdürftigen Reparaturen. Erst nach Ende des Zweiten Weltkriegs wurde das Gebäude grundlegend renoviert und 1947 etablierte sich dort die Zentrale der Communistische Partij van Nederland (CPN).
Zwischen 1947 und 1981 war auch die Redaktion der parteieigenen Zeitung De Waarheid bei Felix Meritis untergebracht. Die CPN warb mit dem Haus (und natürlich auch mit dem Namen), so dass in den Niederlanden der Nachkriegszeit der Begriff Felix Meritis beinahe zum Synonym für Kommunismus wurde.
1988 wurde in Amsterdam The Felix Meritis Foundation (FMF) gegründet, welche sich ausschließlich dem kulturell-künstlerischen Engagement verschrieben hat. Ihr Motto lautete „Connecting Cultures“. Die FMF konnte von der CPN das Gebäude übernehmen und residierte hier bis 2014. Nachdem die Stiftung im Februar 2014 Insolvenz angemeldet hatte, kaufte die Gemeinde Amsterdam das Gebäude an der Keizersgracht 324.